# Records de France en natation
Les records de France en natation en petit et grand bassin.

## Messieurs bassin de 50 mètres
Mis à jour le 2 août 2025
| Nage libre                         |                |                       | |                                                                              |                            |               |                 |
| 50 m                               | 20 s 94        | Ancien RM / RE actuel | Frédérick Bousquet | Cercle des nageurs de Marseille                                              | Championnats de France (f) | Montpellier   | 26 avril 2009   |
| 100 m                              | 46 s 94,       | Ancien RM             | Alain Bernard | Cercle des nageurs d'Antibes                                                 | Championnats de France (d) | Montpellier   | 23 avril 2009   |
| 200 m                              | 1 min 43 s 14  |                       | Yannick Agnel | Olympic Nice Natation                                                        | Jeux olympiques (f)        | Londres       | 30 juillet 2012 |
| 400 m                              | 3 min 43 s 85  |                       | Yannick Agnel | Olympic Nice Natation                                                        | Championnats de France (f) | Strasbourg    | 23 mars 2011    |
| 800 m                              | 7 min 42 s 08  |                       | David Aubry | Montpellier Métropole Natation                                               | Championnats du monde (f)  | Gwangju       | 24 juillet 2019 |
| 1500 m                             | 14 min 44 s 66 |                       | David Aubry | Montpellier Métropole Natation                                               | Jeux olympiques (f)        | Paris         | 4 août 2024     |
| Dos                                |                |                       | |                                                                              |                            |               |                 |
| 50 m                               | 24 s 07        |                       | Camille Lacourt | Cercle des nageurs de Marseille                                              | Championnats d'Europe (f)  | Budapest      | 12 août 2010    |
| 100 m                              | 51 s 92        |                       | Yohann Ndoye Brouard | Dauphins d'Annecy                                                            | Championnats du monde (f)  | Singapour     | 29 juillet 2025 |
| 200 m                              | 1 min 55 s 38  |                       | Mewen Tomac | Amiens Métropole Natation                                                    | Jeux olympiques (f)        | Paris         | 1er août 2024   |
| Brasse                             |                |                       | |                                                                              |                            |               |                 |
| 50 m                               | 27 s 02        |                       | Antoine Viquerat | Dauphins du TOEC                                                             | Championnats de France (f) | Montpellier   | 17 juin 2025    |
| 100 m                              | 58 s 64        | Ancien RE             | Hugues Duboscq | Club Nautique Havrais                                                        | Championnats du monde (f)  | Rome          | 27 juillet 2009 |
| 200 m                              | 2 min 05 s 85  | RE et RO actuels      | Léon Marchand | Dauphins du TOEC                                                             | Jeux olympiques (f)        | Paris         | 31 juillet 2024 |
| Papillon                           |                |                       | |                                                                              |                            |               |                 |
| 50 m                               | 22 s 48        |                       | Maxime Grousset | CS Clichy 92                                                                 | Championnats du monde (F)  | Singapour     | 28 juillet 2025 |
| 100 m                              | 49 s 62        | RE actuel             | Maxime Grousset | CS Clichy 92                                                                 | Championnats du monde (f)  | Singapour     | 2 août 2025     |
| 200 m                              | 1 min 51 s 21  | RO actuel             | Léon Marchand | Dauphins du TOEC                                                             | Jeux olympiques (f)        | Paris         | 31 juillet 2024 |
| 4 nages                            |                |                       | |                                                                              |                            |               |                 |
| 200 m                              | 1 min 52 s 69  | RM actuel             | Léon Marchand | Dauphins du TOEC                                                             | Championnats du monde (d)  | Singapour     | 30 juillet 2025 |
| 400 m                              | 4 min 02 s 50  | RM actuel             | Léon Marchand | Dauphins du TOEC                                                             | Championnats du monde (f)  | Fukuoka       | 23 juillet 2023 |
| Relais équipe nationale nage libre |                |                       | |                                                                              |                            |               |                 |
| 4 × 100 m NL                       | 3 min 08 s 32  | RE actuel             | Amaury Leveaux (47 s 91) Fabien Gilot (47 s 05) Frédérick Bousquet (46 s 63) Alain Bernard (46 s 73)                                    | Mulhouse Olympic Natation Cercle des nageurs de Marseille CN Antibes         | Jeux olympiques (f)        | Pékin         | 11 août 2008    |
| 4 × 200 m NL                       | 7 min 02 s 77  |                       | Amaury Leveaux (1 min 46 s 70) Grégory Mallet (1 min 46 s 83) Clément Lefert (1 min 46 s 00) Yannick Agnel (1 min 43 s 24)              | Lagardère Paris Racing Cercle des nageurs de Marseille Olympic Nice Natation | Jeux olympiques (f)        | Londres       | 31 juillet 2012 |
| 4 nages                            |                |                       | |                                                                              |                            |               |                 |
| 4 × 100 m 4N                       | 3 min 28 s 38  |                       | Yohann Ndoye-Brouard (52 s 60) Léon Marchand (58 s 62) Maxime Grousset (49 s 57) Florent Manaudou (47 s 59)                             |                                                                              | Jeux olympiques (f)        | Paris         | 4 août 2024     |
| Relais clubs nage libre            |                |                       | |                                                                              |                            |               |                 |
| 4 × 50 m NL                        | 1 min 33 s 24  |                       | Laurent Neuville Damien Cucumel Franck Schott Stéphan Caron                                                                             | Racing Club de France                                                        | Championnats de la CEE     | Toulouse      | 2 mai 1992      |
| 4 × 100 m NL                       | 3 min 15 s 54  |                       | Fabien Gilot Grégory Mallet William Meynard Frédérick Bousquet                                                                          | Cercle des nageurs de Marseille                                              | Championnats de France     | Saint-Raphaël | 26 juin 2007    |
| 4 × 200 m NL                       | 7 min 18 s 03  |                       | William Meynard Grégory Mallet Romain Caffet Fabien Gilot                                                                               | Cercle des nageurs de Marseille                                              | Championnats de France     | Saint-Raphaël | 24 juin 2007    |
| 10 × 100 m NL                      | 8 min 41 s 74  |                       | Stéphan Caron Franck Schott Christophe Marchand C. Morin P. Rigoux N. Dubreuil L. Blanc Damien Cucumel Xavier Marchand Laurent Neuville | Racing Club de France                                                        | Championnats de France     | Dunkerque     | 5 avril 1992    |
| 4 nages                            |                |                       | |                                                                              |                            |               |                 |
| 4 × 50 m 4N                        | 1 min 43 s 86  |                       | Franck Schott N. Salczer Laurent Neuville Stéphan Caron                                                                                 | Racing Club de France                                                        | Championnats de la CEE     | Toulouse      | 3 mai 1992      |
| 4 × 100 m 4N                       | 3 min 34 s 63  |                       | Camille Lacourt (54 s 06) Maxime Bussière (1 min 0 s 79) William Meynard (52 s 72) Fabien Gilot (47 s 06)                               | Cercle des nageurs de Marseille                                              | Championnats de France (s) | Montpellier   | 25 avril 2009   |

## Dames bassin de 50 mètres
Mis à jour le 21 juin 2024
| Nage libre                         |                |           | | |                                       |                     |                  |
| 50 m                               | 24 s 34        |           | Mélanie Henique | Cercle des nageurs de Marseille                                                                        | Championnats de France (f)            | Saint-Raphaël       | 12 décembre 2020 |
| 100 m                              | 52 s 74        |           | Charlotte Bonnet | Olympic Nice Natation                                                                                  | Championnats de France (f)            | Saint-Raphaël       | 24 mai 2018      |
| 200 m                              | 1 min 54 s 66  |           | Camille Muffat | Olympic Nice Natation                                                                                  | Mare Nostrum (f)                      | Canet-en-Roussillon | 6 juin 2012      |
| 400 m                              | 4 min 01 s 13  |           | Camille Muffat | Olympic Nice Natation                                                                                  | Championnats de France (f)            | Dunkerque           | 19 mars 2012     |
| 800 m                              | 8 min 18 s 80  | Ancien RE | Laure Manaudou | Canet 66 natation                                                                                      | Championnats du monde (f)             | Melbourne           | 31 mars 2007     |
| 1500 m                             | 15 min 40 s 35 |           | Anastasiia Kirpichnikova | Montpellier Métropole Natation                                                                         | Jeux olympiques (f)                   | Paris               | 31 juillet 2024  |
| Dos                                |                |           | | |                                       |                     |                  |
| 50 m                               | 27 s 27        |           | Analia Pigrée | Canet 66 natation                                                                                      | Championnats d'Europe (f)             | Rome                | 14 août 2022     |
| 100 m                              | 58 s 79        |           | Emma Terebo | Amiens Métropole Natation                                                                              | Championnats de France (f)            | Chartres            | 17 juin 2024     |
| 200 m                              | 2 min 06 s 64  |           | Laure Manaudou | Mulhouse Olympic Natation                                                                              | Championnats de France (f)            | Dunkerque           | 26 avril 2008    |
| Brasse                             |                |           | | |                                       |                     |                  |
| 50 m                               | 30 s 82        |           | Charlotte Bonnet | Olympic Nice Natation                                                                                  | Championnats de France (s)            | Rennes              | 16 juin 2023     |
| 100 m                              | 1 min 07 s 54  |           | Charlotte Bonnet | Olympic Nice Natation                                                                                  | Championnats de France (f)            | Rennes              | 14 juin 2023     |
| 200 m                              | 2 min 25 s 12  |           | Justine Delmas | CNO Saint-Germain-en-Laye                                                                              | Championnats d'Europe juniors (d)     | Rome                | 8 juillet 2021   |
| Papillon                           |                |           | | |                                       |                     |                  |
| 50 m                               | 25 s 17        |           | Mélanie Henique | Cercle des nageurs de Marseille                                                                        | Championnats de France (f)            | Chartres            | 19 juin 2021     |
| 100 m                              | 56 s 14        |           | Marie Wattel | Cercle des nageurs de Marseille                                                                        | Championnats du monde (f)             | Budapest            | 19 juin 2022     |
| 200 m                              | 2 min 05 s 09  |           | Aurore Mongel | Mulhouse Olympic Natation                                                                              | Championnats du monde (d)             | Rome                | 29 juillet 2009  |
| 4 nages                            |                |           | | |                                       |                     |                  |
| 200 m                              | 2 min 09 s 37  | Ancien RE | Camille Muffat | Olympic Nice Natation                                                                                  | Championnats de France (f)            | Montpellier         | 26 avril 2009    |
| 400 m                              | 4 min 34 s 17  |           | Fantine Lesaffre | Cercle des nageurs calédoniens                                                                         | Championnats d'Europe de natation (f) | Glasgow             | 3 août 2018      |
| Relais équipe nationale nage libre |                |           | | |                                       |                     |                  |
| 4 × 100 m NL                       | 3 min 34 s 65  |           | Marie Wattel (54 s 35) Charlotte Bonnet (52 s 20) Margaux Fabre (54 s 41) Béryl Gastaldello (53 s 69)                                  | Montpellier Métropole Natation Olympic Nice Natation Canet 66 natation Cercle des nageurs de Marseille | Championnats d'Europe (f)             | Glasgow             | 3 août 2018      |
| 4 × 200 m NL                       | 7 min 47 s 49  |           | Camille Muffat (1 min 55 s 51) Charlotte Bonnet (1 min 57 s 78) Ophélie-Cyrielle Étienne (1 min 58 s 05) Coralie Balmy (1 min 56 s 15) | Olympic Nice Natation Amiens Métropole Natation Dauphins du TOEC                                       | Jeux olympiques (f)                   | Londres             | 1er août 2012    |
| 4 nages                            |                |           | | |                                       |                     |                  |
| 4 × 100 m 4N                       | 3 min 56 s 36  |           | Pauline Mahieu (1 min 00 s 17) Charlotte Bonnet (1 min 06 s 49) Marie Wattel (56 s 09) Béryl Gastaldello (53 s 61)                     | Canet 66 natation Olympic Nice Natation Cercle des nageurs de Marseille                                | Championnats d'Europe (f)             | Rome                | 17 août 2022     |
| Relais clubs nage libre            |                |           | | |                                       |                     |                  |
| 4 × 100 m NL                       | 3 min 40 s 74  |           | Malia Metella Coralie Balmy Elsa N'Guessan Ophélie-Cyrielle Étienne                                                                    | Dauphins du TOEC                                                                                       | Championnats de France                | Dunkerque           | 20 avril 2008    |
| 4 × 200 m NL                       | 8 min 00 s 05  |           | Coralie Balmy Elsa N'Guessan Alicia Bozon Ophélie-Cyrielle Étienne                                                                     | Dauphins du TOEC                                                                                       | Championnats de France                | Dunkerque           | 22 avril 2008    |
| 10 × 100 m                         | 9 min 53 s 63  |           | C. Tijou S. Bouton B. Lortet Laurence Bensimon Sophie Kamoun S. Garrel I. Fromange Fabienne Dechatre A. Angelot Julia Reggiany         | CS Clichy 92                                                                                           | Championnats de France                | Dunkerque           | 5 avril 1992     |
| 4 nages                            |                |           | | |                                       |                     |                  |
| 4 × 100 m 4N                       | 4 min 05 s 69  |           | Esther Baron Andréa Baudry Diane Bui Duyet Angéla Tavernier                                                                            | Cercle des nageurs de Marseille                                                                        | Championnats de France                | Montpellier         | 26 avril 2009    |

## Relais mixtes bassin de 50 mètres
Mis à jour le 25 août 2024
| Discipline                     | Temps         | +         | Athlète                                                                                                   | Club             | Compétition               | Lieu    | Date        |
| ------------------------------ | ------------- | --------- | --- | ---------------- | ------------------------- | ------- | ----------- |
| Relais mixtes équipe nationale |               |           | |                  |                           |         |             |
| 4 × 100 m NL                   | 3 min 22 s 07 | Ancien RE | Jérémy Stravius (48 s 81) Mehdy Metella (47 s 45) Marie Wattel (53 s 47) Charlotte Bonnet (52 s 34)       | Équipe nationale | Championnats d'Europe (f) | Glasgow | 8 août 2018 |
| 4 × 100 m 4N                   | 3 min 40 s 96 |           | Yohann Ndoye-Brouard (52 s 80) Léon Marchand (58 s 66) Marie Wattel (56 s 44) Béryl Gastaldello (53 s 06) | Équipe nationale | Jeux olympiques (f)       | Paris   | 3 août 2024 |

## Messieurs bassin de 25 mètres
(Mis à jour le 31 octobre 2024)
| Discipline              | Temps          | +                     | Athlète | Club | Compétition                             | Lieu        | Date             |
| ----------------------- | -------------- | --------------------- | --- | --- | --------------------------------------- | ----------- | ---------------- |
| Nage libre              |                |                       | | |                                         |             |                  |
| 50 m                    | 20 s 26        | Ancien RM / RE actuel | Florent Manaudou | Cercle des nageurs de Marseille                                                                                        | Championnats du monde (f)               | Doha        | 4 décembre 2014  |
| 100 m                   | 44 s 94        | Ancien RM / RE actuel | Amaury Leveaux | Mulhouse Olympic Natation                                                                                              | Championnats d'Europe (f)               | Rijeka      | 13 décembre 2008 |
| 200 m                   | 1 min 39 s 70  |                       | Yannick Agnel | Olympic Nice Natation                                                                                                  | Championnats de France (f)              | Angers      | 18 novembre 2012 |
| 400 m                   | 3 min 32 s 25  | RM actuel             | Yannick Agnel | Olympic Nice Natation                                                                                                  | Championnats de France (f)              | Angers      | 15 novembre 2012 |
| 800 m                   | 7 min 29 s 17  | Ancien RE             | Yannick Agnel | Olympic Nice Natation                                                                                                  | Championnats de France (f)              | Angers      | 16 novembre 2012 |
| 1500 m                  | 14 min 19 s 62 |                       | Damien Joly | Stade de Vanves | Championnats du monde (f)               | Melbourne   | 13 décembre 2022 |
| 1 heure                 | 5 859,25 m     |                       | Axel Reymond | Cercle des Nageurs de Fontainebleau-Avon                                                                               | Meeting National d'Automne 2015         | Compiègne   | 15 novembre 2015 |
| Dos                     |                |                       | | |                                         |             |                  |
| 50 m                    | 22 s 22        | Ancien RM             | Florent Manaudou | Cercle des nageurs de Marseille                                                                                        | Championnats du monde (f)               | Doha        | 6 décembre 2014  |
| 100 m                   | 49 s 57        |                       | Jérémy Stravius | Amiens Métropole Natation                                                                                              | Championnats de France (f)              | Dijon       | 7 décembre 2013  |
| 200 m                   | 1 min 48 s 55  |                       | Mewen Tomac | Amiens Métropole Natation                                                                                              | Championnats d'Europe (f)               | Otopeni     | 10 décembre 2023 |
| Brasse                  |                |                       | | |                                         |             |                  |
| 50 m                    | 26 s 11        |                       | Florent Manaudou | Cercle des nageurs de Marseille                                                                                        | Championnats de France (f)              | Montpellier | 22 novembre 2014 |
| 100 m                   | 56 s 78        |                       | Giacomo Perez-Dortona | Cercle des nageurs de Marseille                                                                                        | Championnats du monde (f)               | Doha        | 4 décembre 2014  |
| 200 m                   | 2 min 02 s 99  |                       | Léon Marchand | Dauphins du TOEC | Coupe du monde (f)                      | Shanghai    | 20 octobre 2024  |
| Papillon                |                |                       | | |                                         |             |                  |
| 50 m                    | 22 s 06        |                       | Maxime Grousset | CS Clichy 92 | Championnats d'Europe (f)               | Otopeni     | 9 décembre 2023  |
| 100 m                   | 48 s 94        |                       | Maxime Grousset | CS Clichy 92 | Championnats d'Europe (f)               | Otopeni     | 5 décembre 2023  |
| 200 m                   | 1 min 50 s 73  | Ancien RM             | Franck Esposito | Cercle des nageurs d'Antibes                                                                                           | Championnats interclubs                 | Antibes     | 8 décembre 2002  |
| 4 nages                 |                |                       | | |                                         |             |                  |
| 100 m                   | 49 s 92        | RE actuel             | Léon Marchand | Dauphins du TOEC | Coupe du monde (f)                      | Singapour   | 31 octobre 2024  |
| 200 m                   | 1 min 48 s 88  | RM actuel             | Léon Marchand | Dauphins du TOEC | Coupe du monde (f)                      | Singapour   | 1 novembre 2024  |
| 400 m                   | 3 min 58 s 30  |                       | Léon Marchand | Dauphins du TOEC | Coupe du monde (f)                      | Incheon     | 26 octobre 2024  |
| Relais équipe nationale |                |                       | | |                                         |             |                  |
| 4 × 50 m NL             | 1 min 20 s 77  | RM actuel             | Alain Bernard (20 s 64) Fabien Gilot (20 s 33) Amaury Leveaux (19 s 93) Frédérick Bousquet (19 s 87)                                                     | Cercle des nageurs d'Antibes Cercle des nageurs de Marseille Mulhouse Olympic Natation Cercle des nageurs de Marseille | Championnats d'Europe (f)               | Rijeka      | 14 décembre 2008 |
| 4 × 100 m NL            | 3 min 03 s 78  | Ancien RE             | Clément Mignon (47 s 05) Fabien Gilot (46 s 13) Florent Manaudou (44 s 80) Mehdy Metella (45 s 80)                                                       | Cercle des nageurs de Marseille                                                                                        | Championnats du monde (f)               | Doha        | 3 décembre 2014  |
| 4 × 200 m NL            | 6 min 53 s 05  |                       | Yannick Agnel (1 m 41 s 95) Fabien Gilot (1 m 42 s 55) Clément Lefert (1 m 45 s 01) Jérémy Stravius (1 m 43 s 54)                                        | Olympic Nice Natation Cercle des nageurs de Marseille Olympic Nice Natation Amiens Métropole Natation                  | Championnats du monde (f)               | Dubaï       | 16 décembre 2010 |
| 4 × 50 m 4N             | 1 min 31 s 25  | Ancien RE             | Benjamin Stasiulis (23 s 41) Giacomo Perez-Dortona (25 s 74) Mehdy Metella (22 s 06) Florent Manaudou (20 s 04)                                          | Cercle des nageurs de Marseille                                                                                        | Championnats du monde (f)               | Doha        | 4 décembre 2014  |
| 4 × 100 m 4N            | 3 min 22 s 26  |                       | Florent Manaudou (50 s 35) Giacomo Perez-Dortona (57 s 00) Mehdy Metella (49 s 07) Clément Mignon (45 s 84)                                              | Cercle des nageurs de Marseille                                                                                        | Championnats du monde (f)               | Doha        | 7 décembre 2014  |
| Relais clubs            |                |                       | | |                                         |             |                  |
| 4 × 100 m NL            | 3 min 04 s 98  |                       | Grégory Mallet (47 s 41) Fabien Gilot (44 s 92) William Meynard (47 s 65) Frédérick Bousquet (45 s 00)                                                   | Cercle des nageurs de Marseille                                                                                        | Championnats interclubs (tt)            | Istres      | 20 décembre 2008 |
| 4 × 200 m NL            | 7 min 00 s 87  |                       | Fabien Gilot Grégory Mallet Camille Lacourt Frédérick Bousquet                                                                                           | Cercle des nageurs de Marseille                                                                                        | Meeting international de l'océan Indien | Saint-Paul  | 27 décembre 2008 |
| 10 × 100 m NL           | 8 min 23 s 90  |                       | Julien Sicot Franck Schott Christophe Marchand Lionel Moreau Stéphan Perrot Sylvain Cros Fabrice Beaumoir Sébastien Sauvage David Maître Davy Teinturier | CS Clichy 92 | Championnats interclubs                 | Dunkerque   | 22 décembre 2001 |
| 4 × 100 m 4N            | 3 min 26 s 06  |                       | Camille Lacourt (51 s 18) Giacomo Perez-Dortona (58 s 41) Frédérick Bousquet (50 s 48) Fabien Gilot (45 s 99)                                            | Cercle des nageurs de Marseille                                                                                        | Championnats interclubs                 | Istres      | 21 décembre 2008 |

## Dames bassin de 25 mètres
(Mis à jour le 21 mai 2024)
| Discipline              | Temps          | +         | Athlète | Clubs | Compétitions                                          | Lieu             | Date                             |
| ----------------------- | -------------- | --------- | --- | --- | ----------------------------------------------------- | ---------------- | -------------------------------- |
| Nage libre              |                |           | | |                                                       |                  |                                  |
| 50 m                    | 23 s 61        |           | Mélanie Henique | Cercle des nageurs de Marseille                                                                                  | International Swimming League                         | Budapest         | 10 novembre 2020                 |
| 100 m                   | 50 s 63        |           | Béryl Gastaldello | Etoiles 92 Natation                                                                                              | Championnats du monde (f)                             | Budapest         | 12 décembre 2024                 |
| 200 m                   | 1 min 51 s 65  |           | Camille Muffat | Olympic Nice Natation                                                                                            | Championnats de France (f)                            | Angers           | 18 novembre 2012                 |
| 400 m                   | 3 min 54 s 85  | Ancien RM | Camille Muffat | Olympic Nice Natation                                                                                            | Championnats d'Europe (f)                             | Chartres         | 24 novembre 2012                 |
| 800 m                   | 8 min 01 s 06  | Ancien RM | Camille Muffat | Olympic Nice Natation                                                                                            | Championnats de France (f)                            | Angers           | 16 novembre 2012                 |
| 1500 m                  | 15 min 20 s 12 |           | Anastasiia Kirpichnikova | Montpellier Métropole Natation                                                                                   | Championnats d'Europe de natation en petit bassin (f) | Otopeni          | 8 décembre 2023                  |
| Dos                     |                |           | | |                                                       |                  |                                  |
| 50 m                    | 25 s 96        |           | Analia Pigrée | Canet 66 natation                                                                                                | Championnats du monde (f)                             | Abou Dabi        | 20 décembre 2021                 |
| 100 m                   | 56 s 07        |           | Béryl Gastaldello | Sans club | Championnats de France (f)                            | Montpellier      | 2 novembre 2024                  |
| 200 m                   | 2 min 01 s 67  |           | Alexianne Castel | Dauphins du TOEC                                                                                                 | Championnats du monde (f)                             | Dubaï            | 17 décembre 2010                 |
| Brasse                  |                |           | | |                                                       |                  |                                  |
| 50 m                    | 29 s 98        |           | Charlotte Bonnet | Olympic Nice Natation                                                                                            | Championnats de France (f)                            | Montpellier      | 15 novembre 2018                 |
| 100 m                   | 1 min 05 s 03  |           | Charlotte Bonnet | Olympic Nice Natation                                                                                            | Championnats de France (f)                            | Chartres         | 4 novembre 2022                  |
| 200 m                   | 2 min 20 s 64  |           | Charlotte Bonnet | Olympic Nice Natation                                                                                            | Championnats de France (f)                            | Angers           | 28 octobre 2023                  |
| Papillon                |                |           | | |                                                       |                  |                                  |
| 50 m                    | 24 s 43        |           | Béryl Gastaldello | Etoiles 92 Natation                                                                                              | Championnats du monde (f)                             | Budapest         | 12 décembre 2024                 |
| 100 m                   | 55 s 05        | Ancien RM | Diane Bui Duyet | Cercle des nageurs de Marseille                                                                                  | Championnats d'Europe (d)                             | Istanbul         | 12 décembre 2009                 |
| 200 m                   | 2 min 03 s 22  |           | Aurore Mongel | Mulhouse Olympic Natation                                                                                        | Championnats d'Europe (f)                             | Istanbul         | 10 décembre 2009                 |
| 4 nages                 |                |           | | |                                                       |                  |                                  |
| 100 m                   | 57 s 30        |           | Béryl Gastaldello | Cercle des nageurs de Marseille                                                                                  | International Swimming League                         | Budapest         | 22 novembre 2020                 |
| 200 m                   | 2 min 06 s 58  |           | Charlotte Bonnet | Olympic Nice Natation                                                                                            | Championnats d'Europe de natation en petit bassin (f) | Otopeni          | 9 décembre 2023                  |
| 400 m                   | 4 min 27 s 31  |           | Lara Grangeon Fantine Lesaffre | Cercle des nageurs calédoniens Stade de Vanves                                                                   | Championnats d'Europe Championnats du monde           | Netanya Hangzhou | 2 décembre 2015 11 décembre 2018 |
| Relais équipe nationale |                |           | | |                                                       |                  |                                  |
| 4 × 50 m NL             | 1 min 36 s 32  |           | Anna Santamans (24 s 05) Mélanie Henique (24 s 11) Mathilde Cini (24 s 18) Charlotte Bonnet (23 s 98)                                                | Olympic Nice Natation Amiens Métropole Natation Valence Triathlon Olympic Nice Natation                          | Championnats du monde (f)                             | Doha             | 7 décembre 2014                  |
| 4 × 100 m NL            | 3 min 34 s 84  |           | Anna Santamans (53 s 49) Marie Wattel (53 s 82) Mathilde Cini (54 s 47) Mélanie Henique (53 s 06)                                                    | Cercle des nageurs de Marseille Montpellier Métropole Natation Valence Triathlon Cercle des nageurs de Marseille | Championnats du monde (s)                             | Windsor          | 6 décembre 2016                  |
| 4 × 200 m NL            | 7 min 38 s 33  | Ancien RE | Camille Muffat (1 m 53 s 17) Coralie Balmy (1 m 53 s 71) Mylène Lazare (1 m 56 s 24) Ophélie-Cyrielle Étienne (1 m 55 s 21)                          | Olympic Nice Natation Dauphins du TOEC AAS Sarcelles Natation 95 Dauphins du TOEC                                | Championnats du monde (f)                             | Dubaï            | 15 décembre 2010                 |
| 4 × 50 m 4N             | 1 min 43 s 96  |           | Analia Pigrée (26 s 72) Charlotte Bonnet (29 s 64) Mélanie Henique (24 s 78) Béryl Gastaldello (23 s 82)                                             | Canet 66 natation Olympic Nice Natation Cercle des Nageurs de Marseille Étoiles 92 Natation                      | Championnats du monde (f)                             | Melbourne        | 17 décembre 2022                 |
| 4 × 100 m 4N            | 3 min 50 s 28  |           | Pauline Mahieu (57 s 22) Charlotte Bonnet (1 m 04 s 12) Béryl Gastaldello (56 s 20) Mary-Ambre Moluh (52 s 74)                                       | Canet 66 natation Olympic Nice Natation Étoiles 92 Natation US Créteil Natation                                  | Championnats du monde (f)                             | Melbourne        | 18 décembre 2022                 |
| Relais clubs            |                |           | | |                                                       |                  |                                  |
| 4 × 100 m NL            | 3 min 38 s 87  |           | Anna Santamans Camille Muffat Cloé Hache Charlotte Bonnet                                                                                            | Olympic Nice Natation                                                                                            | Championnats interclubs                               | Antibes          | 10 novembre 2013                 |
| 4 × 200 m NL            | 8 min 10 s 92  |           | Hélène Ricardo Solenne Figuès Jacqueline Delord Audrey Boite                                                                                         | Dauphins du TOEC                                                                                                 | Championnats interclubs                               | Chalon-sur-Saône | 23 février 1997                  |
| 10 × 100 m NL           | 9 min 35 s 36  |           | Magalie Monchaux Angéla Tavernier Laetitia Choux Solenne Figuès Fanny Massanet Karine Bilski Audrey Boitte Flora Lamotte Aurélie Gresset Julie Perez | Dauphins du TOEC                                                                                                 | Championnats interclubs                               | Dunkerque        | 22 décembre 2001                 |
| 4 × 100 m 4N            | 3 min 59 s 87  |           | Laure Manaudou (58 s 62) Andrea Baudry (1 m 07 s 98) Diane Bui Duyet (57 s 53) Angéla Tavernier (55 s 74)                                            | Cercle des nageurs de Marseille                                                                                  | Meeting de l'océan Indien                             | Saint-Paul       | 29 décembre 2008                 |

## Relais mixtes bassin de 25 mètres
Mis à jour le 22 décembre 2022
| Discipline                     | Temps         | +         | Athlète | Club             | Compétition               | Lieu       | Date             |
| ------------------------------ | ------------- | --------- | --- | ---------------- | ------------------------- | ---------- | ---------------- |
| Relais mixtes équipe nationale |               |           | |                  |                           |            |                  |
| 4 × 50 m NL                    | 1 min 27 s 33 | RM actuel | Maxime Grousset (20 s 92) Florent Manaudou (20 s 26) Béryl Gastaldello (23 s 00) Mélanie Henique (23 s 15) | Équipe nationale | Championnats du monde (f) | Melbourne  | 16 décembre 2022 |
| 4 × 50 4N                      | 1 min 37 s 75 |           | Jérémy Stravius (22 s 94) Théo Bussière (26 s 25) Mélanie Henique (25 s 39) Charlotte Bonnet (23 s 17)     | Équipe nationale | Championnats d'Europe (f) | Copenhague | 14 décembre 2017 |